# Vaʻa-o-Fonoti

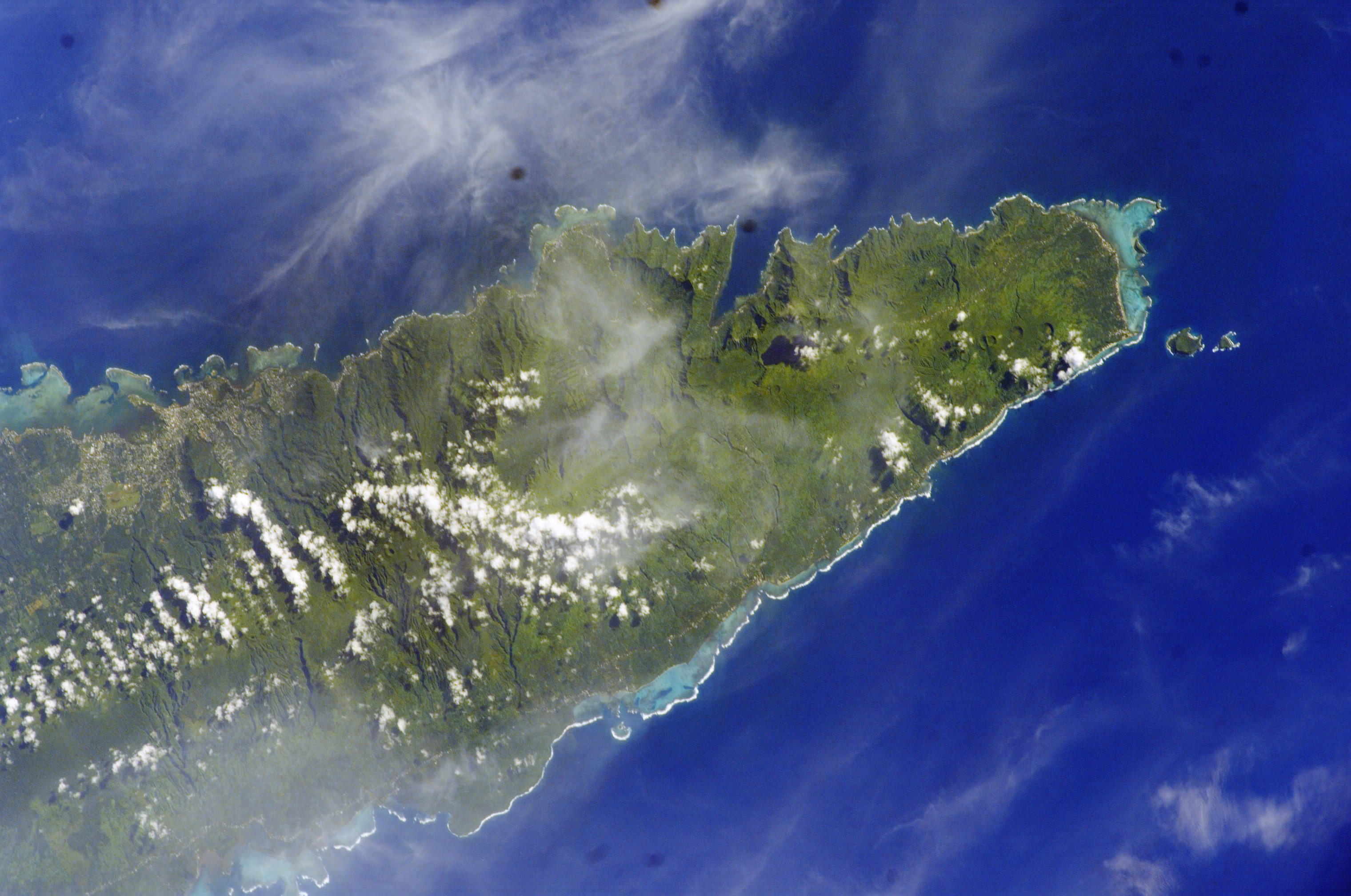
Satellitenbild von Ost-Upolu mit den Bezirken Va'a-o-Fonoti und Atua. (NASA-Foto, 2006)

Va'a-o-Fonoti ist ein politischer Bezirk (itūmālō) des Inselstaats Samoa an der Nordostküste der Insel Upolu. 2001 hatte der Bezirk 1666 Einwohner, damit war der Bezirk bevölkerungsmäßig der kleinste im Land.

## Geographie

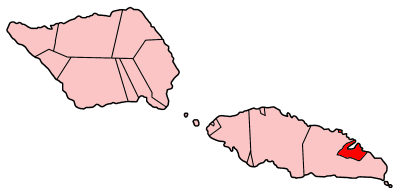
Karte von Samoa mit Va'a-o-Fonoti.

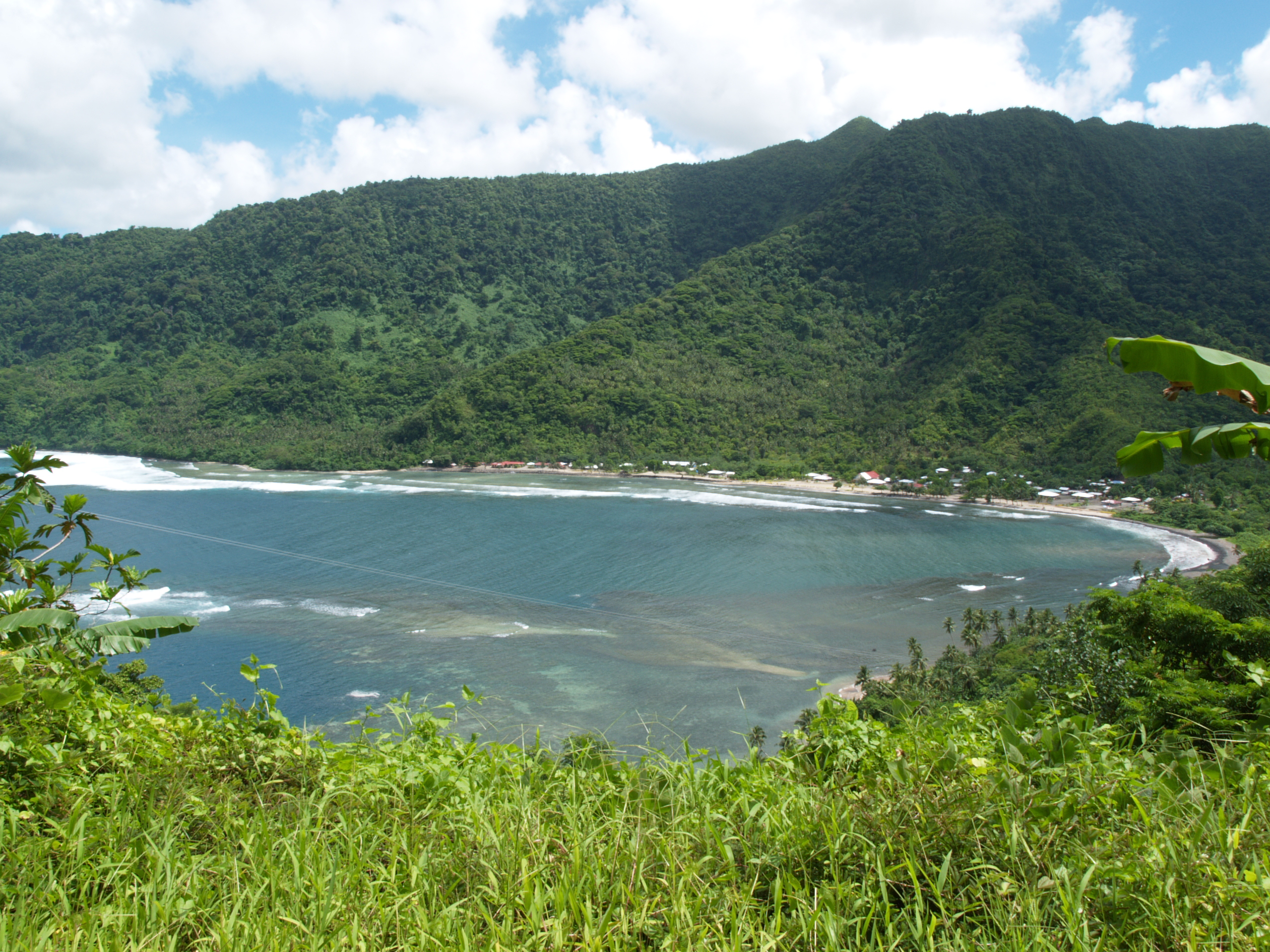
Uafato in Fagaloa Bay.

Der Bezirk umfasst 38 km² und besteht aus dem Gebiet rund um Fagaloa Bay mit neun Dörfern und einer kleinen Exklave an der Küste, ca. 10 km weiter nordwestlich, dem Dorf Faleāpuna (582 Einwohner). Der Bezirk verfügt über Orte mit besonders schützenswerten Natur- und Kulturschätzen. Va'a-o-Fonoti ist im Landesinneren komplett vom größeren Bezirk Atua umgeben. Die Hauptstadt von Va'a-o-Fonoti ist Samamea.
Faleapuna liegt an der Falefa Bay, in die auch einer der Flüsse Samoas mündet, der Page River. Dieser bildet im Inland, kurz nachdem er aus dem Bezirk Atua übertritt, die Falefa Falls (⊙).
Der Hauptteil von Va'a-o-Fonoti erstreckt sich zwischen Utuloa Point und Cape Tulaele (⊙). Die Orte an der Küste sind: Musumusu, Salimu, Taelefaga, Maasina, Lona, und Samamea in der Fagaloa Bay, sowie Uafato in der Uafato Bay, an die sich nach Osten die Fagaloa Bay–Uafato Tiavea Conservation Zone anschließt.
Die Einwohner von Uafato begannen in den 1990ern ein Projekt, um ihre Wälder vor Abholzung zu bewahren. Das Gebiet hat in den letzten Jahrzehnten einen Ruf für Holzschnitzereien und traditionelles Kunsthandwerk in Samoa erworben.

## Geschichte
Der Name bedeutet wörtlich übersetzt „Langboot von Fonoti“ und wurde für den Mut der Bootsbesatzungen dieses Gebietes während kriegerischer Auseinandersetzungen verwendet.
Va'a-o-Fonoti wurde formal eingerichtet und erhielt seinen Namen im 16. Jahrhundert, als Fonoti, der siegreiche Titelanwärter für den Junior-Titel des Tui Atua (Tui Atua Faasavali), den Bewohnern dieses Teils von Atua Privilegien für ihre Tapferkeit im Thronfolgekrieg schenkte. Später lebte Tui Atua Faasavali in verschiedenen Orten auf dem „back and tail“ (Rücken und Schwanz) von Atua.
Der Häuptlingstitel im Bezirk ist Mataʻutia.